# Francisco López de Zúñiga
Francisco López de Zúñiga y Meneses secondo marchese di Baides e conte di Pedrosa (Villa de Pedrosa, 27 agosto 1599 – Cadice, 19 settembre 1656) fu un militare spagnolo che tra il maggio del 1639 ed il maggio del 1646, ricoprì la carica di Governatore Reale del Cile.

## Biografia
Era il figlio di Francisco López de Zúñiga y de la Cerda e di María Meneses y Padilla. López de Zúñiga fu cavaliere dell'Ordine di Santiago e conte di Pedrosa. Si sposò con María de Salazar nel 1636.
Per 16 anni servì l'eserecito spagnolo, combattendo nelle Fiandre ed in Germania. Nel 1639 fu nominato governatore del Regno del Cile. Durante il suo governo prese piede la corruzione. Egli amava i gesuiti ed ammirava fra' Luis de Valdivia, e fece regali per stipulare un nuovo trattato di pace con i nativi. Nel 1641 tenne il Parlamento di Quillin, nella valle del fiume Quillin, con il toqui Lincopinchon, e sottoscrisse il primo trattato di pace nella guerra di Arauco con gli indigeni Mapuche. Nonostante questo un anno dopo gli spagnoli iniziarono ad usare la forza per sedare le ribellioni.
Alla fine del suo mandato si imbarcò su un'armada spagnola partendo per Callao, in Perù, per proseguire verso la Spagna. Vide nascere il figlio durante il viaggio, ma la flotta fu attaccata da uno squadrone inglese quando erano ormai in vista di Cadice, e López de Zúñiga fu ucciso in combattimento.